# Copocrossa politiventris
Copocrossa politiventris är en spindelart som beskrevs av Simon 1901. Copocrossa politiventris ingår i släktet Copocrossa och familjen hoppspindlar. Inga underarter finns listade i Catalogue of Life.